# Lucien Jasseron
Lucien Jasseron (ur. 29 grudnia 1913 w Oranie, zm. 15 listopada 1999 w Villeurbanne) – piłkarz francuski grający na pozycji pomocnika. W swojej karierze rozegrał 2 mecze w reprezentacji Francji.

## Kariera klubowa
Swoją karierę piłkarską Jasseron rozpoczął w Algierii, w klubach CA Batna i RU Algier. W 1936 roku wyjechał do Francji i został zawodnikiem klubu Le Havre AC. Grał w nim do 1940 roku. W latach 1944–1946 był zawodnikiem RC Paris. W 1945 roku zdobył z nim Puchar Francji.

## Kariera reprezentacyjna
W reprezentacji Francji Jasseron zadebiutował 8 kwietnia 1945 roku w przegranym 0:1 towarzyskim meczu ze Szwajcarią. Wcześniej, w 1938 roku, został powołany do kadry na mistrzostwa świata. Tam był rezerwowym zawodnikiem i nie rozegrał żadnego spotkania. W kadrze narodowej rozegrał 2 mecze, oba w 1945 roku.
| Mecze i gole w reprezentacji | Mecze i gole w reprezentacji | Mecze i gole w reprezentacji | Mecze i gole w reprezentacji | Mecze i gole w reprezentacji | Mecze i gole w reprezentacji | Mecze i gole w reprezentacji |
| #                            | Data                         | Stadion                      | Rywal                        | Wynik                        | Gol                          | Rozgrywki                    |
| 1945                         | 1945                         | 1945                         | 1945                         | 1945                         | 1945                         | 1945                         |
| ---------------------------- | ---------------------------- | ---------------------------- | ---------------------------- | ---------------------------- | ---------------------------- | ---------------------------- |
| 1.                           | 08.04.1945                   | Lozanna, Szwajcaria          | Szwajcaria                   | 0:1                          | 0                            | towarzyski                   |
| 2.                           | 26.05.1945                   | Londyn, Anglia               | Anglia                       | 2:2                          | 0                            | towarzyski                   |

## Kariera trenerska
Po zakończeniu kariery piłkarskiej Jasseron został trenerem. Prowadził takie kluby jak: Le Havre AC, Olympique Lyon, SEC Bastia i FC Villefranche. W 1959 roku doprowadził Le Havre do zdobycia Pucharu Francji. W 1964 roku zdobył ten puchar z Olympique Lyon.